# Питерсон, Пол
Пол Пи́терсон (англ. Paul Peterson) — американский кёрлингист.
В составе мужской сборной США участник чемпионата мира 1997. Чемпион США среди мужчин (1997).

## Достижения
- Чемпионат США по кёрлингу среди мужчин: золото (1997).

## Команды
| Сезон   | Четвёртый   | Третий       | Второй           | Первый       | Запасной                                   | Турниры                        |
| ------- | ----------- | ------------ | ---------------- | ------------ | ------------------------------------------ | ------------------------------ |
| 1996—97 | Крейг Дишер | Кевин Какела | Джоэл Джейкобсон | Пол Питерсон | Рэнди Дарлинг (ЧМ) тренер: Стив Браун (ЧМ) | ЧСШАМ 1997 · ЧМ 1997 (6 место) |

(скипы выделены полужирным шрифтом)